# Macromitrium pallidum
Macromitrium pallidum là một loài Rêu trong họ Orthotrichaceae. Loài này được (P. Beauv.) Wijk & Margad. mô tả khoa học đầu tiên năm 1960.